# Parque Nacional Campo de los Alisos
O Parque Nacional Campo de los Alisos se encontra na Província de Tucumán, Argentina. Possui uma extensão aproximada de 10.000 hectares e foi criado em 1995. 